# Closterium regulare
Closterium regulare  là một loài Song tinh tảo trong họ Desmidiaceae, thuộc chi Closterium.